# Vitriol Menthe

## Résumé
L'animateur de télévision Patrick Sébastien raconte de façon romancée les souvenirs de son amie Denise Lascène, directrice des clubs libertins « le 106 » et « le 41 » depuis 1982, et ex-actrice de films pornographiques sous le pseudonyme de Diane Dubois. Client fréquent des deux établissements, Patrick Sébastien évoque non seulement la générosité et la chaleur humaine de Denise Lascène, mais témoigne aussi, sous le couvert de noms de code, de la fréquentation du « 106 » et du « 41 » par diverses stars de la télévision, des arts et du spectacle, que Denise appelle affectueusement ses « petits indiens ».